# Szentlélek alászállása fatemplom (Kazanesd)
A kazanesdi Szentlélek alászállása fatemplom műemlékké nyilvánított épület Romániában, Hunyad megyében. A romániai műemlékek jegyzékében a  HD-II-m-A-03287 sorszámon szerepel.